# داناییل باچکوف
داناییل باچکوف (انگلیسی: Danail Bachkov؛ زادهٔ ۲۱ دسامبر ۱۹۷۶) بازیکن فوتبال اهل بلغارستان است.
از باشگاه‌هایی که در آن بازی کرده است می‌توان به باشگاه فوتبال لفسکی صوفیه اشاره کرد.
وی همچنین در تیم ملی فوتبال بلغارستان بازی کرده است.